# Comté de Lowndes (Mississippi)
Pour les articles homonymes, voir Comté de Lowndes et Lowndes.
Le comté de Lowndes est situé dans l’État du Mississippi, aux États-Unis. Il comptait 61 586 habitants en 2000. Son siège est Columbus.